# Michael Bielz
Pour les articles homonymes, voir Bielz.
Michael Bielz (1787–1866) est un malacologiste austro-hongrois, père de Eduard Albert Bielz (1827–1898).